# Nowa Dąbrowa (województwo zachodniopomorskie)
Nowa Dąbrowa – wieś w Polsce położona w województwie zachodniopomorskim, w powiecie stargardzkim, w gminie Stara Dąbrowa, położona 2 km na południowy wschód od Starej Dąbrowy (siedziby gminy) i 12 km na północny wschód od Stargardu (siedziby powiatu).
Dawniej siedziba gminy (Nowa) Dąbrowa. W latach 1975–1998 miejscowość położona była w województwie szczecińskim. Przepływa przez nią rzeczka Giełdnica (Biały Potok).

## Zabytki
- Kościół Matki Bożej Pocieszenia z XV w. z kamiennych ciosów, rozbudowany w 1737, dodano wówczas niską, ryglową wieżę,
- neoklasycystyczny pałac z II poł. XIX w. wraz z zabudową folwarczną i parkiem[4].